# Airbus UK Broughton Football Club
El Airbus UK Broughton Football Club (en galés: Clwb Pêl-droed Airbus DU Brychdyn) es un club de fútbol de Gales, con sede en Broughton. Fue fundado en 1946 y compite en la Cymru North, segunda categoría del fútbol galés.
El equipo fue fundado en 1946 con el nombre de Vickers-Armstrong, y estaba formado por los trabajadores de la fábrica de Airbus en Reino Unido, que actualmente posee el club. El club ascendió a la máxima categoría galesa en 2004 por primera vez.

## Historia
El club fue fundado en 1946 por la filial del fabricante de aviones Airbus en Reino Unido, y estuvo integrado por sus trabajadores. Aunque primero se llamó Vickers-Armstrong, posteriormente recibió otros nombres como Havillands, Hawker Siddeley, British Aerospace y BAE Systems. El equipo comenzó a jugar en las ligas regionales del distrito de Chester (Inglaterra), y posteriormente pasó a la división norte del sistema regional galés.
Tras la creación de la Premier League de Gales, el club se integró en el sistema galés de fútbol. En la temporada 1995/96 subió a la tercera categoría, y en 1999/00 ratificó su ascenso a Cymru Alliance, grupo norte de la segunda categoría del fútbol galés. Coincidiendo con su ascenso, el club se cambió el nombre a Airbus UK. Allí permanecieron cuatro temporadas, hasta que en 2003/04 lograron subir a la Premier League galesa por primera vez en su historia.
Con el paso del tiempo, Airbus UK Broughton pasó de ser un equipo que luchaba por evitar el descenso a otro que se había consolidado en la máxima categoría galesa. En 2010 recibió una plaza para la reformada Premier League de Gales, después de terminar en séptimo puesto la temporada anterior y cumplir con los requisitos económicos.

## Escudo
El escudo de Airbus UK Broughton refleja los orígenes del equipo y de su empresa patrocinadora como fabricante de aviones. En la parte central, se muestra un avión despegando sobre un balón de fútbol, y en la parte exterior figura el nombre completo del club junto con su mote, The Wingmakers.

## Estadio

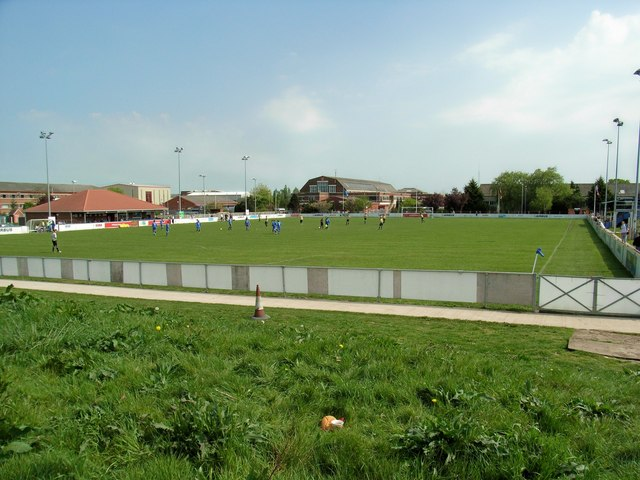
The Airfield

Airbus UK Broughton juega sus partidos en The Airfield, un campo de fútbol situado en las inmediaciones de la fábrica de Airbus en Broughton. Cuenta con un único graderío con 250 asientos y el resto son zonas de pie, que pueden albergar hasta 1.500 espectadores.
The Airfield está situado junto a una pista aeroportuaria en uso para probar los aviones comerciales, por lo que el campo cuenta con focos retráctiles. Durante su primera temporada en la Premier League, el recinto tuvo que ser reformado y Airbus UK se mudó al estadio del Conwy United (Conwy).

## Palmarés

### Torneos nacionales
- Segunda División de Gales (3): 2003-04, 2018-19, 2021-22
- Copa de la Liga de Segunda División (1): 2018-19

## Participación en competiciones de la UEFA
| Temporada | Torneo             | Ronda            | Club          | Casa | Visita | Global  |
| --------- | ------------------ | ---------------- | ------------- | ---- | ------ | ------- |
| 2013–14   | UEFA Europa League | Clasificatoria 1 | Ventspils     | 1–1  | 0–0    | 1–1 (a) |
| 2014–15   | UEFA Europa League | Clasificatoria 1 | FK Haugesund  | 1–1  | 1–2    | 2–3     |
| 2015–16   | UEFA Europa League | Clasificatoria 1 | NK Lokomotiva | 1–3  | 2–2    | 3–5     |